# 라일라 로빈스
라일라 로빈스(Laila Robins, 1959년 3월 14일 ~ )은 미국의 배우이다.

## 출연 작품

### 영화
- 자동차 대소동 (1987)
- 록시 (1990)
- 트루 크라임 (1999)
- 아이 인 더 스카이 (2015)

### 텔레비전
- 홈랜드 (2014)
- 머더 인 더 퍼스트 (2015)
- 워킹 데드 (2022)